# Народна библиотека „Божидар Горажданин”
Народна библиотека „Божидар Горажданин“ је јавна и централна библиотека општине Ново Горажде. Библиотека врши стручни надзор и организује рад у библиотекама на територији матичне општине. Основана је 2011. године и спада у најмлађе библиотеке у Републици Српској.

## Историјат
Народна библиотека „Божидар Горажданин“ је основана крајем 2011. године. На подручју општине, у цркви Светог Ђорђа, између 1519. и 1521. године, радила је прва штампарија у Босни и Херцеговини и друга на Балкану, одмах иза цетињске, где су штампане прве црквене књиге. Управо због тога новоформирана народна библиотека носи име Божидара Горажданина, првог штампара горажданских црквених књига. Књижни фонд на самом почетку рада библиотеке износио је 10.000 библиотечких јединица, али тај број се константно увећава, јер библиотека добија значајне донације, како од других библиотека Републике Српске, тако и од бројних Срба, првенствено из Горажда, који су након Одбрамбено-отаџбинског рата избјегли у иностранство.